# Un bellissimo novembre
Un bellissimo novembre è un romanzo di Ercole Patti. Nell'anno della pubblicazione, 1967, il libro fu finalista al Premio Strega.
Un bellissimo novembre è stato tradotto in varie lingue straniere.

## Trama
Tutto ha inizio in uno dei salotti borghesi di Catania dove il giovane Nino è seduto con la zia sulle gambe, ciò ovviamente gli provoca delle forti emozioni che alla sua età saranno difficili da dimenticare.
Lo sfondo si sposta alle pendici dell'Etna in una masseria nel mese di novembre (che ha sempre qualcosa di affascinante e misterioso). Il giovane s'innamora perdutamente della zia con la quale arriva a consumare la sua prima esperienza sessuale.
Le conseguenze di questo amore proibito, data la parentela, per il giovane sono nefaste non solo perché lo porta a una "morte psicologica",  infatti il suo unico pensiero è rivolto alla zia, ma anche alla morte vera e propria poiché durante un raptus di gelosia insegue la zia che si era appartata con un altro uomo; temendo di essere scoperto scappa via e noncurante dei pericoli del sentiero "batté violentemente il capo su una roccia e non si mosse più".

## Edizioni
- Ercole Patti, Un bellissimo Novembre, Milano, Bompiani, 1967
- Ercole Patti, Un bellissimo Novembre, edizione a cura di Sarah Zappulla Muscarà, Milano, Bompiani, 2002. ISBN 8845252183.

## Adattamento cinematografico
Due anni dopo la pubblicazione del libro, nel 1969, Mauro Bolognini girò l'omonimo film, in cui Paolo Turco interpretò la parte di Nino e Gina Lollobrigida quella della procace zia Cettina.